# Summer World University Games 2025/Teilnehmer (Vietnam)
| Gelbes Symbol für Goldmedaillen mit stilisierten Olympischen Ringen | Graues Symbol für Silbermedaillen mit stilisierten Olympischen Ringen | Braundes Symbol für Bronzemedaillen mit stilisierten Olympischen Ringen |
| ------------------------------------------------------------------- | --------------------------------------------------------------------- | ----------------------------------------------------------------------- |
| —                                                                   | —                                                                     | —                                                                       |

Vietnam nahm an den Summer World University Games 2025 vom 16. bis zum 27. Juli mit 4 Athletinnen teil.

## Teilnehmer nach Sportarten

### Leichtathletik
Frauen
- Bùi Thị Thu Hà (10.000 m)
- Đào Thị Bích Ngọc (100 m Hürden)
- Nguyễn Thị Kim Thanh (400 m)
- Hà Thị Thúy Hằng (Weitsprung)